# Édouard Herzen
Édouard Herzen (* 1877 in Florenz; † 1936) war ein belgischer Chemiker.
Herzen wurde 1902 über Oberflächenspannung an der Universität Lausanne promoviert. Er war Professor an der École des Hautes Études in Brüssel.
Er nahm an vielen der Solvay-Konferenzen teil, zum Beispiel dem ersten 1911 und dem fünften 1927, und war eng mit dem Industriellen Ernest Solvay verbunden.

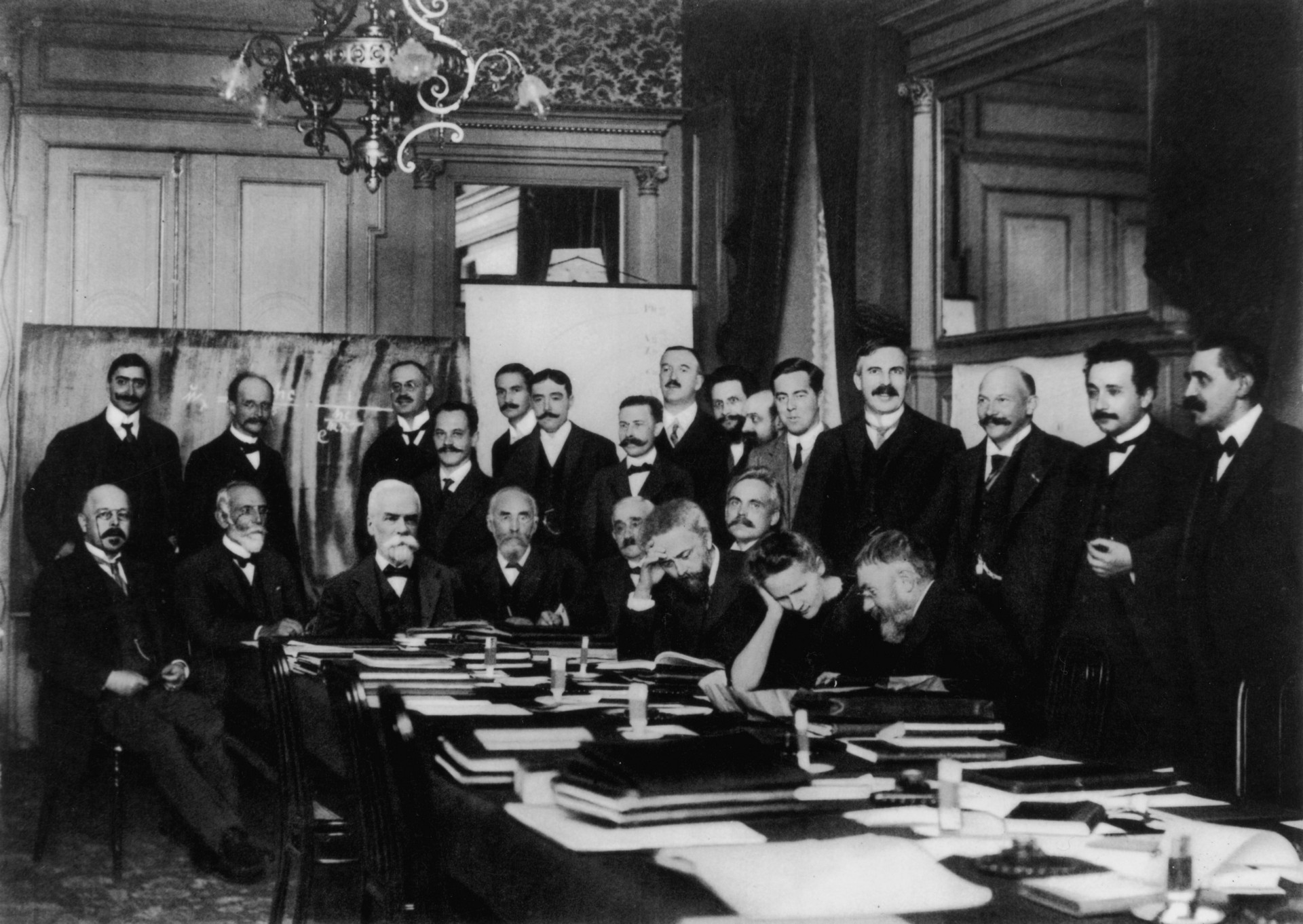
Herzen, stehend, 6. von rechts, Solvay-Konferenz 1911

1924 veröffentlichte er eine kurze populärwissenschaftliche Einführung in die Relativitätstheorie von Einstein (La relativité d'Einstein: exposée simplement, Libraire Nouvelle de Lausanne).